# GoHands
GoHands, Inc. (jap. 株式会社GoHands Kabushiki-gaisha Gōhanzu) – japońskie studio animacji z siedzibą w Osace, założone w sierpniu 2008 roku przez byłych pracowników Satelight. 

## Produkcje

### Seriale telewizyjne
- Princess Lover! (2009)[3]
- Cheburashka arere? (2009)[4]
- Seitokai yakuindomo (2010)[5]
- K (2012)[6]
- Coppelion (2013)[7]
- Seitokai yakuindomo* (2014)[8]
- K: Return of Kings (2015)[9]
- Hand Shakers (2017)[10]
- W’z (2019)[11]
- Scar on the Praeter (2021)[12]
- The Girl I Like Forgot Her Glasses (2023)[13]
- The Masterful Cat Is Depressed Again Today (2023)[14]
- Momentary Lily (2025)[15]

### OVA
- Seitokai yakuindomo (2011–2013)[5]
- Asa made jugyō chu! (2012)[16]
- Seitokai yakuindomo* (2014–2020)
- Hand Shakers: Go ago Go (2017)[17]
- W’z (2019)

### Filmy
- Mardock Scramble: The First Compression (2010)[18]
- Mardock Scramble: The Second Combustion (2011)[18]
- Mardock Scramble: The Third Exhaust (2012)[18]
- K: Missing Kings (2014)[19]
- Gekijōban Seitokai yakuindomo (2017)[20]
- K: Seven Stories (2018, 6-częściowa seria filmów)[21]
- Gekijōban Seitokai yakuindomo 2 (2021)[22]